# Rue des Grignoux
La rue des Grignoux est une courte rue du quartier d'Outremeuse à Liège en Belgique (région wallonne). 

## Odonymie
Cette voie s'appelait l'allée des Jardins. Elle reliait alors la très ancienne rue Roture aux jardins et cultures qui se trouvaient à l'endroit où la rue Surlet est percée en 1846 et au delà. L'étroite et voisine impasse des Jardins, se raccordant au côté opposé de la rue Surlet (à côté du no 54) est la partie occidentale de l'allée des Jardins initiale.  
La rue prit son nom actuel en 1877, rendant hommage aux Grignoux. Les Grignoux, comme les Chiroux, étaient deux mouvements politiques influents du temps de la principauté de Liège. Les Grignoux, représentant le peuple et la petite bourgeoisie, s'opposaient régulièrement au pouvoir du prince-évêque soutenu par les Chiroux. Grignoux vient du wallon Grigneus signifiant grincheux. Il existait aussi une rue des Chiroux. Elle se situait entre la rue des Croisiers et la rue du Méry.

## Description
Cette courte voie plate, rectiligne et pavée d'une longueur d'environ 35 m est une voie piétonne qui relie la rue Surlet à la rue Roture, également voie piétonne.

## Voiries adjacentes
- Rue Surlet
- Rue Roture

### Source et lien externe
- Claude Warzée, « Outremeuse », sur Histoires de Liège (consulté le 24 février 2019)